# Les Forges du désert
Les Forges du désert est un jeu télévisé présenté par Jean-Luc Reichmann et Karine Le Marchand, réalisé par Didier Froehly diffusé sur France 2 pendant l'hiver 1999-2000. Six numéros de l'émission avaient été tournés, mais seulement trois ont été diffusés sur France 2 (les 18, 25 décembre 1999, et 1er janvier 2000). L'audience fut très décevante (moins de 2 millions de téléspectateurs).
Une version québécoise, animée par André Robitaille, a été diffusée à partir du 6 février 2000 sur le réseau TVA. Elle était tournée au désert Wadi Rum en Jordanie,. Une deuxième saison a été diffusée durant l'été 2001.
Le jeu se déroulait en deux parties.

## La première partie: le désert
Deux femmes d'un côté et deux hommes de l'autre s'affrontaient lors de duels. Le meilleur homme et la meilleure femme allaient dans le palais. À chaque victoire, ils recevaient une flamme et un poignard, le but étant d'avoir le poignard au 4e duel. Si un candidat gagnait aux trois premiers duels, il rentrait dans le palais automatiquement.

## La deuxième partie: le palais
Les deux meilleurs candidats visitaient les maisons du palais pour récupérer les Jidis. Les candidats pouvaient être éliminés si par hasard ils perdaient à toutes les maisons. (Cela dépend du nombre de flammes qu'ils ont gagné durant la première partie).
À la fin, ils devaient réaliser leur masque et leurs propres lingots (les lingots rapportent 20 000 francs).

## Personnages
- la poétesse
- Abdallah
- Shaban
- Feignasse
- Ziotor
- Radia
- Les mascottes (Midji et Jodie)
- Sacaille
- Salah
- Le bédouin